# Джавахарлал Неру
Джавахарлал Неру (на хинди: जवाहरलाल नेहरू), наричан още Пандит („Ученият“) Неру, е политик от Индия.
Той е водач на социалистическата фракция на Индийския национален конгрес (ИНК) по време и след индийската борба за независимост от Британската империя. Той става първият министър-председател на независима Индия на 15 август 1947 г., като остава на този пост до смъртта си. Горещ привърженик на социализма, той проектира т.нар. „авадска резолюция“, която се кълне в „социалистическия модел на обществото“.
Дъщеря му, Индира Ганди, го наследява на лидерската позиция в партията ИНК и на премиерския пост. Династията Неру-Ганди се допълва от внука му – Раджив Ганди, лидер на партията след убийството на Индира Ганди и премиер на Индия (убит от тамилска терористка през 1991 г.).

## Ранни години
Джавахарлал Неру е роден на 14 ноември 1889 г. в Аллахабад. Баща му, Мотилал Неру, е един от лидерите на най-голямата партия в страната, Индийския национален конгрес. Неговият син, Джавахарлал (чието име на хинди означава „благороден рубин“), е изпратен в престижното английско училище в Хароу. През 1912 г. Неру завършва юридическия факултет на Кеймбриджкия университет и се завръща в Индия. Установява се в Аллахабад и работи в адвокатската кантора на баща си.
В същото време Неру става един от активистите и младежки лидер на Индийския национален конгрес, който се бори за независимост на Индия чрез мирни средства. Неру, както и другите водачи на ИНК, проповядва учението на Махатма Ганди. Колониалните власти многократно хвърлят Неру в затвора, където прекарва общо около 10 години. Неру активно участва в кампанията за несътрудничество на колониалните власти, започната от Ганди с, а след това – в кампания за бойкот на британски стоки.

## Председател на ИНК
През 1927 г. Неру е избран за председател на Индийския национален конгрес. През 1938 г. числеността на партията е нараснала на 5 милиона души, което е увеличение с повече от 10 пъти. Но по това време започва да се очертава разрив между индуисти и мюсюлмани. Партията Мюсюлманска лига започва да настоява за създаване на независима ислямска държава – Пакистан („страната на чистите“). През 1936 г., след освобождаването му от затвора, на заседание на ИНК в Лакнау, Неру казва:
| „ | Вярвам, че единственият ключ за решаването на проблемите, стоящи пред мира и пред Индия е социализмът. Когато произнасям тази дума, влагам в нея не общия хуманистичен смисъл, а точното научно-икономическо съдържание... Не виждам друг начин за унищожаване на безработицата, деградацията и зависимостта на индийския народ, освен социализма. Това изисква големи революционни промени в политическата и социалната ни система, унищожаване на богатите в селското стопанство и промишлеността... Това означава премахване на частната собственост (с малки изключения) и замяна на настоящата система, основана на преследването на печалби... | “ |

## Първи министър-председател на Индия
През 1946 г. Неру става заместник министър-председател на Временното правителство на Индия – Изпълнителния съвет при вицекраля на Индия, а през юни 1947 г. – първият министър-председател и министър на външните работи и отбраната на независима Индия. През юли 1947 г. Общондийският комитет на ИНК приема с голямо мнозинство британското предложение за разделяне на Индия на 2 държави – Индийски съюз и Пакистан. Неру първи издига в Делхи знамето на независима Индия на 15 август 1947 г.
Последният контингент британски войски напуска страната през февруари 1948 г. В периода 1947 – 1948 г. се води война между Индия и Пакистан за Кашмир. В резултат на това една трета от спорния щат се оказва под контрола на Пакистан, а по-голямата част е включена в Индия.
По-голямата част от индуското население се доверява на ИНК. На изборите през 1947 г. съратниците на Неру печелят 86% от местата в парламента. Неру успява да присъедини към Индийския съюз почти всички индийски княжества, 555 от общо 601. През 1954 г. към Индия са присъединени френските, а през 1962 г. – и португалските крайбрежни анклави. През януари 1950 г. по инициатива на Неру Индия е обявена за светска и демократична република. Конституцията на Индия включва гаранции на основните демократични свободи и забрана на дискриминация, основана на религиозна и етническа принадлежност или каста. Системата на управление е президентско-парламентарна, но основната власт е в ръцете на министър-председател, който се избира от парламента. Парламентът е двукамарен, състоящ се от Народна камара и Съвет на щатите. 28-те щата получават голяма вътрешна автономия, право на собствено законодателство, полиция и регулиране на икономическата дейност. По-късно броят на щатите е увеличен, след създаването на няколко нови щата, обособени на етнически признак.
През ноември 1956 г. са създадени 14 нови щата и 6 съюзни територии. Всички те, повече или по-малко, се отличават от старите по своята етническа еднородност. Въведено е всеобщо, пряко, равно и тайно гласуване на всички граждани над 21-годишна възраст, както и мажоритарна система на представителство.

### Вътрешна политика
Неру се стреми да съгласува народностите на Индия и индусите с мюсюлманите и сикхите, както и враждуващите политически партии във вътрешната политика, а в икономиката – принципите на планиране и пазарна икономика. Избягва радикалните решения и успява да запази единството на лявата, дясната и центристката фракции на ИНК, запазвайки баланса помежду им в своята политика. Неру предупреждава нацията:
| „ | Не трябва да забравяме, че бедността е невъзможно да се превърне в богатство посредством някакво вълшебство, прилагайки социалистически или капиталистически метод. Единственият начин е чрез упорит труд, подобряване на производителността на труда и организацията на справедливо разпределение на продуктите. Това е дълъг и труден процес. В слаборазвитите страни, капиталистическият метод не предоставя такива възможности. Само с помощта на плановия социалистически подход може да се постигне постоянен прогрес, макар че за това е нужно време. | “ |

Неру също така подчертава желанието си за смекчаване на социалните и класови противоречия:
| „ | Класовите противоречия не са отпаднали от сметките, ние искаме да решим този проблем по мирен път, на основата на сътрудничество. Ние се стремим да смекчим, а не да изострим класовите конфликти, и се опитваме да привлечем хората на своя страна, а не да ги заплашваме с борба и унищожение... Теорията на класовите конфликти и войната е остаряла и става твърде опасна в наше време | “ |

Неру провъзгласява курс към създаване в Индия на общество по „социалистически модел“, което означава развитие на държавния сектор на икономиката, поддръжка на малките предприятия и стремеж да се създаде национална система за социално осигуряване. На първите общи избори, проведени през 1951 – 1952 г., ИНК получава 44,5% от гласовете и повече от 74% от местата в Народната камара.
Неру е привърженик на засилването на държавния сектор на икономиката. В резолюция относно индустриалната политика, която Неру обявява на Учредителното събрание през април 1948 г., в която планира да се създаде държавен монопол в производството на въоръжение, атомната енергия и железопътния транспорт. В редица сектори, в това число самолетостроенето и други видове машиностроене, нефто- и въгледобивната промишленост, черната металургия, държавата си запазва изключителното право за изграждане на нови предприятия. 17-те най-важни промишлени отрасъла са обявени за обекти на държавно планиране. През 1948 г. е национализирана Резервната банка на Индия, а през 1949 г. е установен държавен контрол върху частните банки. През 1950 г. Неру премахва феодалните задължения в областта на селското стопанство. На земевладелците е забранено да гонят арендаторите от земята. Ограничен е също така размерът на земевладелската собственост. На вторите общи избори през 1957 г. ИНК, водена от Неру, отново печели победа, запазвайки абсолютно мнозинство в парламента. Подадените гласове за партията се увеличават до 48%. На следващите избори през 1962 г. ИНК губи 3% от гласовете, но благодарение на мажоритарната система, запазва контрол над парламента в Делхи и правителствата на повечето щати.

### Външна политика
Неру, който се радва на голям престиж в света, се превръща в един от авторите на политиката на необвързаност към политически блокове. През 1948 г. на конгреса на ИНК в Джайпур са формулирани основните принципи на индийската външна политика: антиколониализъм, запазването на мира и неутралитета, неучастие във военнополитически блокове. Правителството на Неру е едно от първите, които признават Китайската народна република – нещо, което обаче не успява да предотврати острите погранични конфликти с Китай за Тибет през 1959 и 1962 година.
Неру води новата независима Индия от 1947 г. до 1964 г., през първите години на свободата от британското владичество. И САЩ, и Съветският съюз се надпреварват да си осигурят Индия за съюзник през Студената война. Неру също така поддържа добри отношения с Британската империя. В рамките на Лондонската декларация, Индия се съгласява, че когато стане република през януари 1950 г., ще се присъедини към Британската общност и ще приеме британския монарх като „символ на свободното асоцииране на независимите държави-членки и като глава на Британската общност“. Другите народи не признават продължаващото членство на Индия в общността. Реакцията у дома е благоприятна; само крайнолевите и крайнодесните разкритикуват решението на Неру.
На международната сцена Неру отстоява пацифизма и е силен поддръжник на Обединените нации. Той е инициатор на политиката на необвързаност и съосновател на Движението на необвързаните държави – на държавите, запазващи неутралитет между съперничещите си блокове, водени от САЩ и СССР. Признавайки Китайската народна република скоро след основаването ѝ (докато по-голямата част от Западния блок продължава отношенията си с Република Китай), Неру настоява за нейното включване в Организацията на обединените нации и отказва да заклейми китайците като агресори в конфликта в Корея. Неру се стреми да установи топли и приятелски отношения с Китай през 1950 г. и се надява да действа като посредник, за да се преодолее пропастта и напрежението между комунистическите държави и Западния блок.
През 1948 г. Неру обещава да проведе бъдещ плебисцит в Кашмир под егидата на ООН. Кашмир е спорна територия между Индия и Пакистан, като двете държави воюват помежду си за контрол над територията през същата година. Въпреки това, след като Пакистан не изтегля войските си в съответствие с резолюцията на ООН, и с нарастващата предпазливост на Неру към международната организация, той отказва да проведе плебисцит през 1953 г. Политиката му спрямо Кашмир и присъединяването на щата към Индия често е защитавана пред Организацията на обединените нации от неговия помощник, Кришна Менон, блестящ дипломат, който печели уважение в Индия с пламенните си речи.
Миролюбецът Неру не е сляп за политическата и геостратегическа реалност на Индия през 1947 г. При полагането на основния камък на Националната военна академия през 1949 г., той заявява:
„Ние, които от поколения говорим за и опитваме във всичко по мирен път и практикуваме ненасилие, сега трябва, в известен смисъл, да прославим нашите армия, флот и военновъздушни сили. Това означава много. Макар че е странно, това просто отразява странностите на живота. Макар че животът е логичен, трябва да можем да посрещнем всякакви непредвидени ситуации, а ако не сме готови да се изправим срещу тях, ще пропаднем.
Не е имало по-голям господар на мира и апостол на ненасилието от Махатма Ганди, Бащата на нацията, когото загубихме, но все пак той каза, че е по-добре да вземе меч, отколкото да се предаде, да се провали или да избяга.
Не можем да живеем безгрижно, като смятаме, че сме на сигурно място. Човешката природа е такава. Не можем да поемем рисковете и да рискуваме трудно извоюваната ни свобода. Трябва да сме подготвени с всички съвременни методи на отбрана и добре оборудвани армия, военноморски и военновъздушни сили.“
Неру предвижда разработването на ядрено оръжие и създава Комисията по атомна енергия на Индия през 1948 г. Неру също така кани д-р Хоми Баба, ядрен физик, на когото е дадена пълна власт по всички ядрени въпроси и програми и отговоря само пред Неру. Индийската ядрена политика е заложена от устната лична договорка между Неру и Баба. Неру казва на Баба известната фраза: „Професор Баба, грижете се за физиката, международните отношения оставете на мен.“. От самото ѝ начало през 1948 г., Неру има големи амбиции за разработването на тази програма, която да противостои на индустриализираните държави. Основната цел на програмата е да заложи способността за създаването на индийски ядрени оръжия като част от регионалното превъзходство на Индия на другите южноазиатски държави, най-вече Пакистан.
Неру казва на Баба (по-късно споменато от него на Раджа Рамана) че,

„Трябва да имаме тази способност. Ние трябва първи да докажем себе си и тогава да говорим за Ганди, ненасилие и свят без ядрени оръжия.“

Неру е приветстван от мнозина за работата си по намаляване на глобалното напрежение и заплахата от ядрените оръжия след Корейската война (1950 – 1953).
През 1954 г. Неру подписва с Китай Петте принципа на мирно съвместно съществуване, набор от принципи, които трябва да уредят отношенията между двете държави. Първата им официална кодификация в договорна форма е споразумение между Китай и Индия от същата година. Принципите са формулирани в преамбюла на „Споразумението за търговия и отношения между Китайски Тибет и Индия“, което е подписано в Пекин на 29 април 1954 г. Преговорите се провеждат в Делхи от декември 1953 г. до април 1954 г. между делегация на правителството на КНР и делегацията на индийското правителство за отношенията между двете страни по отношение на спорните територии на Аксайчин и Южен Тибет. Договорът е пренебрегнат през 1960-те, но през 1970-те години Петте принципа отново започват да се разглеждат като важни в китайско-индийските отношения, и най-общо като норма за отношенията между държавите. Те са широко признати и приети в целия регион по време на премиерството на Индира Ганди и тригодишното управление на партията Джаната (1977 – 1980 г.).
През 1956 г. Неру разкритикува съвместното нападение на Суецкия канал от британски, френски и израелски войски. Ролята на Неру, като индийски министър-председател и лидер на Движението на необвързаните държави, е значителна, като той се опитва да бъде безпристрастен към двете страни. Неру има мощен съюзник в лицето на американския президент Дуайт Айзенхауер, който използва влиянието на Америка, за да спре Великобритания и Франция. Епизодът повишава престижа на Неру и Индия сред страните от Третия свят. По време на Суецката криза дясната ръка на Неру, Менон, се опитва да убеди своеволния Гамал Абдел Насър да постигне компромис със Запада, и в същото време да убеди западните сили, че Насър може да се окаже склонен на компромис.
През 1957 г. Менон е инструктиран да даде безпрецедентна осемчасова реч в защита на позицията на Индия за Кашмир; към днешна дата, тази реч е най-дългата представена някога в Съвета за сигурност на ООН, обхващащо 5 часа на 762-рото събрание на 23 януари, и два часа и четиридесет и осем минути на 24 януари (според сведенията, речта приключва с припадането на Менон на пода на Съвета за сигурност). Страстната защита на Менон на индийския суверенитет в Кашмир увеличава подкрепата му в Индия, и индийският печат временно го нарича „Героят на Кашмир“. Неру тогава е на върха на популярността си в Индия, единствените незначителни критики идват от крайнодесните.
Подозренията по време на Студената война и американското недоверие на социализма на Неру охлаждат отношенията между Индия и САЩ, които подозират Неру в мълчалива подкрепа на Съветския съюз. Неру поддържа добри отношения с Великобритания дори и след Суецката криза. Той приема арбитражното решение на Обединеното кралство и Световната банка и подписва Договор за водите на река Инд през 1960 г. с пакистанския ръководител Аюб Хан, целящ разрешаване на дългогодишните спорове за ресурсите на големите реки в региона Пенджаб.
Въпреки че „Петте принципи на мирното съжителство“ са в основата на китайско-индийския пограничен договор от 1954 г., през следващите години външната политика на Неру страда от увеличаващата се китайска самоувереност при граничните спорове и критиката на решението на Неру да предостави политическо убежище на Далай Лама.
След години на неуспешни преговори, Неру дава разрешение на индийската армия да освободи Гоа през 1961 г. от португалска окупация, и след това официално присъединява територията към Индия. Това увеличава популярността му в Индия, но води до критики от комунистическата опозиция в Индия за използването на военна сила. В същото време, употребата на военна сила срещу Португалия му спечелва репутация сред десни и крайно десни групировки, която обаче е изгубена след тактическото поражение на Индия във войната с Китай през 1962 г.
От 1959 г. в процес, който е ускорен през 1961 г., Неру приема политиката „Напред“ – за създаване на военни постове в спорните райони на китайско-индийската граница, включително 43 поста на територии, които преди това не са контролирани от Индия. Китай атакува някои от тези предни постове, и по този начин започва китайско-индийската война, която Индия губи, а Китай се оттегля до довоенните граници в източната зона на Таванг, но запазва Аксайчин, която в рамките на Британска Индия е предадена на Индия, след обявяването на независимостта ѝ. По-късно Пакистан предава известна част от Кашмир на Китай – териториите около Сиачен, контролирани от Пакистан от 1948 г. насам. Войната показва неподготвеността на армията на Индия, която успява да изпрати само 14 хиляди войници в зоната на военни действия срещу многократно по-голямата китайска армия, и Неру е широко критикуван за недостатъчното внимание на правителството към защитата на страната. В отговор, Неру уволнява министъра на отбраната Кришна Менон и поисква военна помощ от САЩ. Подобряването на отношенията със САЩ при Джон Кенеди се оказва полезно по време на войната, тъй като през 1962 г., президентът на Пакистан (тогава тясно свързана с американците), Аюб Хан, е принуден да запази неутралитет по отношение на Индия, която е заплашена от „комунистическата агресия на червен Китай.“. Индийските отношения със Съветския съюз, критикуван от десни групи, подкрепящи политиката на свободен пазар, привидно са утвърдени. Неру продължава да поддържа ангажимента си към Движението на необвързаните държави, въпреки призивите от някои за уреждане на един постоянен съюзник по време на Студената война.
Последиците от войната са радикални промени в индийската армия, за да бъде по-добре подготвена при подобни конфликти в бъдеще, както и натиск върху Неру, който е държан като отговорен за това, че не е предвидил китайска атака. По американски съвет (от пратеника Джон Кенет Гълбрайт), Неру се е въздържал да използва индийските ВВС при китайското напредване. ЦРУ по-късно разкрива, че по това време китайците нямат нито гориво, нито достатъчно дълги писти, за да използват въздушните си сили ефективно в Тибет. Индийците като цяло запазват силния си скептицизъм по отношение на Китай и армията му. Много индийци разглеждат войната като предателство към опитите на Индия за дългогодишен мир с Китай и започват да поставят под въпрос израза на Неру „индийците и китайците са братя“. Войната слага край на предишните надежди на Неру, че Индия и Китай ще формират силна азиатска ос, за да противодействат на нарастващото влияние на суперсилите по време на Студената война.
За неподготвеността на армията е обвинен министърът на отбраната Менон, който подава оставка и освобождава правителствения пост, за да даде възможност за някой, който може, да модернизира военните сили на Индия. Политиката на Индия за самодостатъчност и въоръжаване чрез местни източници започва с пълна сила при Неру, и е продължена от дъщеря му Индира Ганди, което по-късно носи на Индия военната победа над съперника ѝ Пакистан през 1971 г. Към края на войната Индия е увеличила подкрепата си за тибетски бежанци и революционери, като някои от тях се заселват в Индия. Неру нарежда набирането на елитни „Тибетски въоръжени сили“, обучавани в Индия и състоящи се от тибетски бежанци, които служат отлично в бъдещите войни срещу Пакистан през 1965 и 1971 г.

## Последни години, възход на Индира Ганди
Неру води Индийския национален конгрес до голяма победа на изборите през 1957 г., но правителството му е изправено пред нарастващи проблеми и критики. Разочарован от вътрешнопартийната корупция и крамоли, Неру обмисля да подаде оставка, но продължава. Изборът на дъщеря му Индира като президент на ИНК през 1959 г. предизвиква критики за предполагаем непотизъм, макар че всъщност Неру не одобрява избора ѝ, отчасти защото смята, че прилича на „династизъм“, както се изразява, и всъщност е „напълно недемократично и нежелано нещо“, и ѝ отказва позиция в кабинета си.
В изборите през 1962 г. Неру и Конгресът отново печелят победата, този път с малко мнозинство. Комунистическата и социалистическата партии са основни противници, макар че някои десни групи, като Бхаратя Яна Сангх също се представят добре.
Здравето на Неру започва да се влошава непрекъснато след 1962 г. и той прекарва месец за възстановяване в Кашмир през 1963 г. Някои историци приписват този рязък спад на неговата изненада и огорчение от китайско-индийската война, която той възприема като предателство към доверието. След завръщането си от Кашмир през май 1964 г. Неру претърпява инсулт, а по-късно сърдечен удар. Умира в ранния следобед на 27 май 1964 г., а смъртта му е обявена на Лок Сабха в 1400 местно време. Смята се, че причина за смъртта е инфаркт. Неру е кремиран в съответствие с индуистките ритуали в Шантивана, на брега на река Ямуна, което е наблюдавано от стотици хиляди опечалени, които се стичат по улиците на Делхи.
Неру оставя такъв силен отпечатък върху Индия, че смъртта му на 27 май 1964 г. оставя страната без ясен политически наследник на управлението му (макар че се дъщеря му се очаква да го наследи, тя се отказва в полза на Лал Бахадур Шастри). Индийските вестници повтарят думите на Неру по време на убийството на Ганди: „Светлината си отиде от живота ни и мракът е навсякъде.“

## Наследство
Като първи министър-председател и министър на външните работи на Индия, Джавахарлал Неру изиграва важна роля във формирането на правителството и политическата култура на съвременна Индия, заедно със здрава външна политика. Образователната политика на Неру също получава признание за развитието на образователни институции от световна класа като Общоиндийския Институт за медицински науки, Индийския технологичен институт и Индийския институт за мениджмънт.
В допълнение позицията на Неру като националист го подтиква да прилага политики, които подчертават сходствата между индийците, докато в същото време оценят и регионалните различия. Това се оказва особено важно, тъй като различията между индийците излизат на повърхността след обявяването на независимостта. Британското изтегляне от субконтинента принуждава регионалните лидери да осъзнаят, че вече не са свързани един с друг като съюзници срещу общия противник. Въпреки че културните и особено езиковите различия представляват заплаха за единството на новата нация, Неру предлага създаването на програми, които насърчават превода на регионални литератури на различните езици и също организира прехвърляне на материали между регионите.

### Почит
Приживе Неру има статут на икона в Индия и се радва на широко възхищение по целия свят заради идеализма си и държавническо управление. Неговият рожден ден, 14 ноември, се празнува в Индия като Баал Дивас („Ден на детето“) в знак на признание на страстната му работа през целия му живот за благосъстоянието, образованието и развитието на децата и младите хора. Неру остава популярен символ на Индийския национален конгрес, който често почита паметта му.
Множество обществени институции и паметници в Индия са посветени на Неру. Университетът „Джавахарлал Неру“ в Делхи е сред най-престижните университети в Индия. Пристанище „Джавахарлал Неру“ близо до град Мумбай е модерен порт и док, изграден с цел да се справи с огромни товари. На мястото на живеене на Неру в Делхи са изградена мемориален музей библиотека, и един от петте планетариума „Неру“, намиращи се в Мумбай, Делхи, Бангалор, Аллахабад и Пуна. В комплекса се помещават офисите на мемориалния фонд „Джавахарлал Неру“, създаден през 1964 г. под председателството на д-р Сарвепали Радхакришнан, тогава президент на Индия. 
На Джавахарлал Неру е наречена и улица в квартал „Люлин“ в София (Карта).